# Emerald Sword Saga
La Saga "Emerald Sword" (La Espada Esmeralda) es una historia de fantasía épica esparcida sobre cinco CD por la banda italiana Rhapsody of Fire. El héroe de la historia es el Guerrero de Hielo (Warrior of Ice en inglés), un valiente y feroz guerrero, quien salió en busca de la legendaria Espada Esmeralda, la cual le dará el poder para derrotar a Akron, el Señor Oscuro. En esta búsqueda, el Guerrero se encuentra con un gran número de seres, incluidos a un príncipe y una princesa llamados Arwald y Airin, y al poderoso dragón Tharos. Cada nuevo capítulo de la historia es contado en un par de líneas de las letras de las canciones que viene con cada CD. La historia es contada por el anciano mago Aresius, quien "lo ve todo".
La historia está publicada en estos cinco CD:
- Legendary Tales
- Symphony of Enchanted Lands
- Dawn of Victory
- Rain of a Thousand Flames
- Power of the Dragonflame

## Legendary Tales
Legendary Tales (Cuentos Legendarios) es el principio de la historia. Aquí, los oyentes serán introducidos en la búsqueda del Guerrero de Hielo. El Guerrero está buscando la Espada Esmeralda, y viaja a la ciudad de Ancelot. Allí, él ve que la ciudad está en ruinas, y que las víctimas son incontables. La Princesa Airin ha sido capturada por las fuerzas de Akron, el Señor Oscuro, quien junto con otros de sus poderosos caballeros, escaparon a la ciudad de Hargor. Pero el Guerrero no conoce esto, y piensa que ha encontrado el cuerpo de Airin, y está muy triste por su muerte. Luego de un tiempo, encuentra al ejército del Príncipe Arwald, quienes escaparon de la tragedia, y unen fuerzas.
Juntos se encaminan al pueblo de Elnor, donde ellos comenzarán la búsqueda de las Tres Llaves de la Sabiduría, que podrá desbloquear el camino hacia la Espada Esmeralda. El Guerrero de Hielo, ansioso de venganza, no puede descansar hasta que hayan llegado a Elnor, y no espera lo que se vendrá...

## Symphony of Enchanted Lands
El nombre de Symphony of Enchanted Lands (Sinfonía de las Tierras Encantadas) es dado por la búsqueda de las Tres Llaves de la Sabiduría. Como fue presagiado en Legendary Tales, el Guerrero de Hielo debe vencer sus profundos miedos interiores en 'Mirror of Shadows' (Espejo de Sombras) para obtener la primera llave. Luego de esto, debe hacerle frente a Tharos, el dragón Siempre Vigilante, guardián de la segunda llave, quien estaba bajo un hechizo. El dragón es derrotado luego de una larga pelea, y el Guerrero tiene la oportunidad para destruirlo, pero no lo hace, liberando a Tharos de su hechizo. El Guerrero de Hielo y Tharos se vuelven aliados. El dragón lleva a su aliado en su espalda, y vuelan a un valle lejano, donde estaba el Altar de Ikaren. Allí, en la mística caverna, el encuentra la tercera llave. Cerca del altar había un pasaje oculto, que lo lleva a una gran habitación, donde el mago Aresius se encontraba, esperando la llegada del Elegido. Aresius les muestra las Puertas de Marfil, el umbral que lo lleva a una tierra maravillosa. 
El Guerrero de Hielo junto a su aliado Tharos entran a través de la puerta, y hacen un largo viaje a través de un hermoso valle y un desierto, para finalizar en un desierto desolado. De repente, unos fantasmas y muertos vivientes le salen al encuentro, viniendo de todos lados, y rápidamente encerrando al guerrero. Pero Tharos repara en su deber rescatando al Guerrero, y juntos vuelan lejos de ese Infierno. Es un hérmoso vuelo, hasta que el cielo se oscurece y todo se torna helado. Tharos le cuenta al guerrero que han llegado a la Fortaleza del Abismo, donde se dice que se hallaba escondida la Espada Esmeralda. Cuando ellos arriban a la fortaleza, varios demonios alados aparecen, haciendo la situación un poco más complicada. Tharos deja al Guerrero en la Torre más alta, mientras el pelea contra los demonios alados. El Guerrero abre una puerta trampa y penetra por ella a un gran salón... donde lo esperaba la Espada Esmeralda. El Guerrero de Hielo camina hacia la espada, y la toma. Pero entonces el guardián de la espada aparece, y cuando estaba cerca de matar al Guerrero, Tharos aparece rápidamente lanzándose el mismo contra el monstruo, dándole tiempo al Elegido de recobrarse y acestarle un golpe mortal al guardián. Velozmente, ambos amigos crean un camino para escapar, y vuelan lejos a un mundo más placentero. Una vez de vuelta en las Puertas de Marfil, el Guerrero se da cuenta de que Tharos estaba herido. Es una herida mortal, y Tharos morirá un poco de tiempo después. El Guerrero de Hielo está más furioso que nunca, y jura matar al Señor Oscuro Akron con sus propias manos.

## Dawn of Victory
Dawn of Victory (Amanecer de la Victoria) es el punto de giro en las tragedias. La Espada Esmeralda está en manos del Guerrero de Hielo, y con esta arma legendaria, libera a Ancelot de su sitio, asediado por un nuevo personaje llamado Dargor.
Dargor se retira de Ancelot y vuelve a Hargor. Mientras tanto, el Guerrero escucha de Arwarld que Airin y otros prisioneros están vivos. Mientras planean su rescate, reciben un mensaje de Akron diciendo que debían entrargarle la Espada Esmeralda, o matará a todos los prisioneros uno por uno. El Guerrero de Hielo y Arwald no tienen otra opción y se dirigen a Hargor. Akron, como todo Señor Oscuro, nunca dice la verdad, y cuando el Guerrero y Arwarld arriban a la ciudad, sus caballeros son asesinados, y las fuerzas de Akron capturan al Elegido y a Arwald. Airin no había sido asesinada hasta ese entonces. Pero no tardaría mucho, porque Akron tenía terribles planes para los tres heróes. La Princesa fue brutalmente violada por los Demonios enfrente de Akron, Arwald y el Guerrero de Hielo, mientras Dargor (que no era realmente una mala persona) trata de convencer a Akron que esa no es la manera apropiada de actuar. Esto no ayuda. Airin, con su último aliento, es sumergida en un contenedor de ácido. Arwald sufre el mismo destino, luego de ser torturado por terribles medios, y Dargor no puede aguantar esto y se marcha. Arwald, sin embargo, en su último momento de vida, tira un poco de ácido en la dirección del Guerrero de Hielo, y por milagro (¿ayuda de Dioses?) sus cadenas se rompen. El Elegido escapa lanzándose el mismo hacia un río subterráneo, conocido como Aigor, el cual lo conduce a salvo. Los demonios no pueden encontrarlo, y vuelve a la ciudad Sagrada de Algalord para reportar su tragedia. Akron ahora posee la Espada Esmeralda, y esto traería al mundo mucho dolor...

## Rain of a Thousand Flames
En Rain of a Thousand Flames (Una lluvia de Mil Llamas) la destrucción por las fuerzas de Akron es el tema principal. En todas las canciones realizadas, de un modo muy duro y algunas de un modo no melódico, los demonios describen sus actos.
- Una lluvia de fuego se derrama sobre el ejército del Guerrero de Hielo.
- La Reina de los Horizontes Oscuros es resucitada.
- Los Ritos de Sangre son llevados a cabo, anunciando la venida de miles de demonios.
- Los pueblos de Elnor y Thorald son destruidos, y el Rey Eric de Elnor es muerto en batalla.

## Power of the Dragonflame
Power of the Dragonflame (Poder de la Llama del Dragón) es la conclusión de la saga. El Elegido se ha retirado a la ciudad de Elgard, donde Aresius cura su mente acomplejada. A pesar de todas las pérdidas, el Guerrero es recibido como un Héroe y viaja a través de la ciudad de Algalord para encontrarse con los Reyes sobrevivientes. Juntos, deciden que es ahora o nunca y organizan un enorme ejército que detendrá las Fuerzas de Akron y la Reina de los Horizontes oscuros. Akron, ahora más poderoso que nunca gracias a la Espada Esmeralda, e incluso más poderoso gracias a que drena poder de la destrucción que llevan a cabo sus tropas, es invencible.
El ejército del Guerrero de Hielo es completamente derrotado, y ya se creen perdidos. Dargor, el Señor de las Sombras, reta al Elegido a un duelo final, y donde el Guerrero lo derrota. Sin embargo, Dargor no muere. El cae en unas rocas, y queda atrapado. El Guerrero ve el problema y ayuda a Dargor a liberarse. Dargor no entiende este acto de misericordia, y a causa de que él creía que el Guerrero de Hielo era maligno (Akron le contó que el Guerrero asesino a su familia), lo golpea con su espada. El Guerrero no esperaba esto de Dargor e incapaz de hablar con él, se cae, en gran medida por la hemorragia. Akron ya está listo para declarar la victoria total, y se ocupada de reducir a Algalord a escombros. El Guerrero de Hielo es torturado de nuevo y luego llevado a una plataforma para ejecutarlo, tirándolo a los pantanos profundos, y esta vez Dargor no mira. Finalmente, el entiende que lo que Akron había dicho era falso, y se torna contra el Señor Oscuro. El golpea y mata a la Reina de los Horizontes Oscuros, y planea matar a Akron. Sin embargo, Akron le da una señal a un demonio, que arroja su arma en Dargor, hiriéndole en el hombro. Akron le dice a Dargor que había estado mucho tiempo esperando esta traición, y ahora todo parecía perdido. Pero Gaia, la madre de Dargor y Diosa de la Tierra, le dio una última ráfaga de fuerza y golpea a Akron, arrojándolo a la plataforma donde se encontraba el Guerrero de Hielo, listo para ser devorado por las serpientes de agua. El Guerrero le gritó a Dargor a que bajara la plataforma donde estaba el Señor Oscuro, lo que hizo. El Guerrero de Hielo, entonces, logró arrebatarle la Espada Esmeralda al Señor Oscuro para inmovilizarlo, y en su pelea final, ambos cayeron a los abismos, pero antes de ser devorado por las serpientes marinas, el Elegido atravesó al Rey Negro, y venció al Ser que tanto Mal había hecho.
Y así fue como las hordas enemigas se debilitaron, y cayeron en la derrota, gracias a las fuerzas de Algalord y del Liderazgo de Dargor, quién trajo una nueva luz de esperanza con la venida de las Gárgolas. Sometieron a los demonios y los arrojaron a las profundidades del Infierno, y las Gárgolas permanecieron allí para custodiarlos. Algalord fue reconstruida más espléndida que nunca, y la Gárgola Mística se convirtió en el nuevo símbolo de la Ciudad.
Y Dargor se fue, y volvería a ser visto más tarde... en la próxima saga.

## Personajes
- Guerrero de Hielo: También conocido como el elegido, héroe de las Tierras del Norte, es el Guerrero de Loregard. Emprende la búsqueda de la Espada Esmeralda, para derrotar a Akron y salvar a la princesa Airin. Fallece junto con Akron al lanzarse ambos al abismo y clavarle una espada al final del álbum "Power of the Dragonflame"

- Príncipe Arwald de Ancelot: El noble y sabio principe de Ancelot y prometido de Airin. Ayudó al Guerrero de Hielo en su búsqueda y lo acompañó hasta Halgor, donde es capturado, torturado y arrojado a un pozo de ácido tras la muerte de Airin. En sus últimos momentos, arrojó un poco de ácido a las cadenas del Guerrero de Hielo, para así derretirlas y liberar al héroe.

- Princesa Airin de Ancelot: Princesa de Ancelot. Es capturada por Akron y posteriormente asesinada y violada por sus demonios, frente a los ojos del Guerrero de Hielo y Arwald, causando su ira incontenible.

- Aresius: El sabio y poderoso hechicero que esperaba al Guerrero de Hielo.

- Tharos: el dragón rojo, guardián de la segunda llave. Condenado a pelear con los guerreros que se atrevan a conseguir la segunda llave de la sabiduría. El Guerrero de Hielo lo enfrentó y al final le perdona la vida y a cambio se ofrece a ayudarlo a conseguir la espada esmeralda. Poco después de esto, vuela lejos y muere a causa de las heridas en la batalla contra los guardianes de la espada.

- Dargor: Híbrido de Humano y Demonio adoptado por Vankar, es el Señor de las Sombras de la Montaña Negra. Al principio parece un enemigo, ya que El Guerrero de Hielo cree que es amigo de Akron, porque lo ayudaba, pero era un complot de Akron para adueñarse de la Espada Esmeralda. Creció engañado por Vankar, al creer que el ejército del Guerrero de Hielo había masacrado a su familia. Al final, ayuda a este a darle muerte a Akron. Dargor reapareció en la siguiente saga como un héroe y se convierte en un dios.

- Akron: El Rey oscuro y antagonista principal de la saga. Busca la Espada Esmeralda para gobernar Algalord y causar estragos con sus demonios no-muertos. Tuvo éxito al 99% al obtener la espada esmeralda. Fallece junto con el Guerrero de Hielo, quien le clava la espada y ambos aterrizan en el abismo.

- Reina de los Horizontes Oscuros: La amante de Akron y líder de la horda de ghouls y muertos vivientes. Akron la resucita usando la espada esmeralda para causar estragos en Algalord. Al final es asesinada por Dargor.

- Vankar: Es el malvado hechicero de Helm, enemigo de Aresius. Le concede el poder de las gárgolas a Dargor, sin contar que lo traicionaría.